# Le Mesnil-Benoist
Le Mesnil-Benoist település Franciaországban, Calvados megyében. Lakosainak száma 51 fő (2018. január 1.). Le Mesnil-Benoist Landelles-et-Coupigny, Le Mesnil-Caussois, Mesnil-Clinchamps és Le Mesnil-Robert községekkel határos.

## Népesség
A település népességének változása:
| Lakosok száma | 65   | 64   | 60   | 46   | 45   | 53   | 50   | 44   | 43   | 51   |
|               | 1968 | 1975 | 1982 | 1990 | 1999 | 2011 | 2013 | 2015 | 2017 | 2018 |